# 1837 Осіта
1837 Осіта (1837 Osita) — астероїд головного поясу, відкритий 16 серпня 1971 року.
Тіссеранів параметр щодо Юпітера — 3,653.